# Отто Розенфельд
Отто Розенфельд (нім. Otto Rosenfeld; 4 травня 1892, Нітлебен, Німецька імперія — 7 липня 1918, Куенсі, Франція) — німецький льотчик-ас, віцефельдфебель Імперської армії.

## Біографія
Учасник Першої світової війни. Літав єфрейтором у 263-му льотному дивізіоні, доки 6 квітня 1917 року не приступив до підготовки на льотчика-винищувача. 10 травня 1917 року направлений в 12-ту винищувальну ескадрилью і наступного ж дня збив свій перший літак. Після трьох перемог 12 червня 1917 року був поранений і, повернувшись на фронт у липні, був переведений в 41-шу винищувальну ескадрилью. 29 грудня 1917 року був збитий під час атаки на аеростат і взятий у полон, проте зумів втекти у квітні 1918 року. Розенфельд знову повернувся в 41-шу винищувальну ескадрилью і продовжував збільшувати рахунок перемог, поки не загинув у бою 7 липня (встигнувши того дня здобути свою 13-ту повітряну перемогу). Можливо, його збив американець лейтенант Самнер Сьюелл із 95-ї аероескадрильї, який заявив про перемогу над винищувачем біля Куансі (якраз там, де був збитий Розенфельд), хоча вона й не отримала офіційного підтвердження.